# Kizugawa
Kizugawa (japanska: 木津川市?, Kizugawa-shi) är en stad i Kyoto prefektur i Japan. Staden fick stadsrättigheter 2007.